# Thomas Joseph White

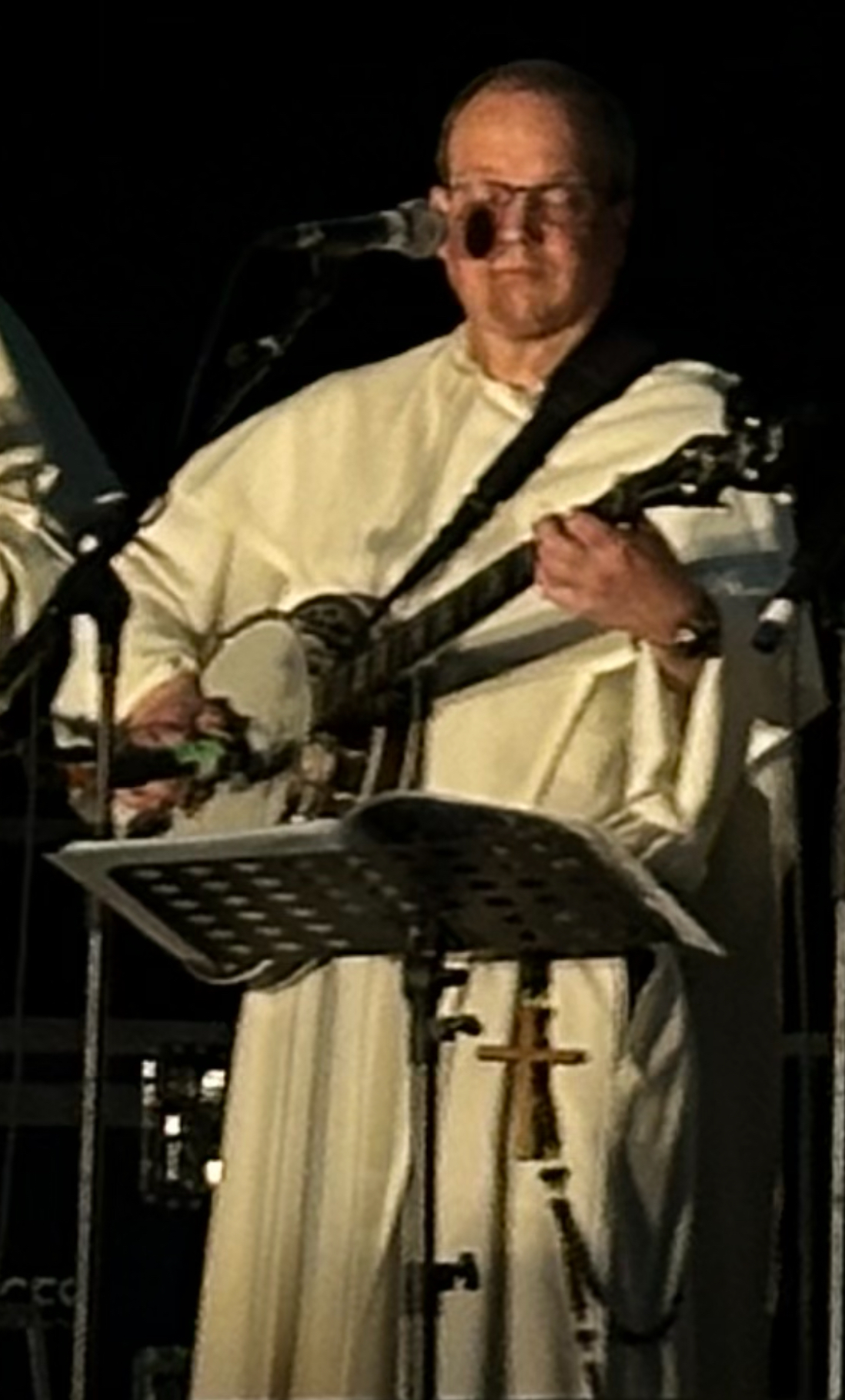
Thomas Joseph White, 2024

Thomas Joseph White OP (* 23. April 1971 in Atlanta, Georgia) ist ein US-amerikanischer Ordenspriester, Theologe und seit 2021 Rektor der Päpstlichen Universität Heiliger Thomas von Aquin in Rom.

## Leben
Thomas White wuchs im Südosten Georgias in einem interreligiösen Haushalt auf; sein Vater ist ein Arzt  jüdischen Glaubens, seine Mutter eine Krankenschwester. In seinen 20er wurde er von einem episkopalen Priester getauft und konvertierte in seinem letzten College-Jahr zum Katholizismus. Er beendete 1993 einen Bachelor in Religionswissenschaften an der Brown University in Providence, der Hauptstadt des Bundesstaates Rhode Island. Bevor er 2003 in die Ordensprovinz St. Joseph des Dominikanerordens eintrat, absolvierte er 1995 ein theologisches Masterstudium und 2002 ein PhD-studium in Theologie an der University of Oxford. Am 17. Mai 2007 legte er die ewigen Gelübde ab und empfing am 23. Mai 2008 in Washington, D.C. die Priesterweihe und beendete ein Lizenziatsstudium in Sakraler Theologie  an der Päpstlichen Fakultät der Unbefleckten Empfängnis im Dominican House of Studies ab. Im ordenseigenen Studienhaus Dominican House of Studies in Washington war er anschließend als Theologieprofessor tätig. Er war 2009 Gründungsdirektor des Thomistischen Instituts in Washington.
2014 wurde er Professor am Päpstlichen Universität Heiliger Thomas von Aquin (Angelicum) in Rom. 2021 erfolgte seine Ernennung zum Rektor („rector magnificus“) des Angelicums; er ist damit der erste Amerikaner in dieser Position.
Neben seiner Lehrtätigkeit am Angelicum ist White mit der Reorganisation des Thomistischen Instituts der Universität beauftragt, das das Studium der thomistischen Tradition der katholischen Kirche fördert. White ist seit 2011 Mitglied der Päpstlichen Akademie des Heiligen Thomas von Aquin. Seine Forschungs- und Lehrtätigkeit konzentriert sich auf thomistische Metaphysik, Christologie und römisch-katholisch-reformierten ökumenischen Dialog. Er ist Autor mehrerer Bücher. Im Jahr 2015 wurde White Mitherausgeber des Nova et Vetera Journal, einer amerikanischen katholisch-theologischen Zeitschrift. Seit 2022 ist er zudem Präsident der Academy of Catholic Theology, einer der wichtigsten Gesellschaften für akademische katholische Theologie in den Vereinigten Staaten.
Thomas Joseph White ist auch Musiker und eines der Gründungsmitglieder der amerikanischen Folk- und Bluegrass-Band The Hillbilly Thomists, für die er singt sowie Banjo und Hackbrett spielt. Die in den USA ansässige Musikgruppe, die sich aus Dominikanermönchen zusammensetzt, hat seit 2017 zwei Alben veröffentlicht.

## Ehrungen
2022 wurde er mit der Ehrendoktorwürde der Katholischen Universität von Amerika geehrt.

## Schriften
- Wisdom in the Face of Modernity: A Study in Thomistic Natural Theology, The Catholic University of America Press 2016 (2. Auflage), ISBN 978-1-932589-77-1.
- The Light of Christ: An Introduction to Catholicism, The Catholic University of America Press 2017, ISBN 978-0-8132-2971-3.
- The Trinity: On the Nature and Mystery of the One God, The Catholic University of America Press 2022, ISBN 978-0-8132-3483-0

## Diskografie
- The Hillbilly Thomists, 2017, mit The Hillbilly Thomists
- Living For The Other Side, 2021, mit The Hillbilly Thomists